# Liste des canaux d'Amsterdam
Cet article recense les canaux d'Amsterdam, aux Pays-Bas.

Carte des canaux d'Amsterdam

## Liste

### De Wallen
Dans le quartier de De Wallen :
- Burgwallen Oude Zijde :
  - Oudezijds Kolk
  - Oudezijds Voorburgwal
  - Oudezijds Achterburgwal
  - Grimburgwal
  - Geldersekade
  - Kloveniersburgwal

- Burgwallen Nieuwe Zijde :
  - Martelaarsgracht (comblé en 1884)
  - Nieuwezijds Voorburgwal (comblé en 1884)
  - Nieuwezijds Achterburgwal (comblé en 1867, actuelle Spuistraat)
  - Spui (comblé en 1882)
  - Singel

### Lastage
Dans le quartier de Lastage :
- Kromme Waal
- Rechtboomssloot
- Kromboomssloot
- Groenburgwal
- Zwanenburgwal
- Raamgracht
- Oudeschans
- Snoekjesgracht
- Waalseilandsgracht
- Rapenburgwal
- Uilenburgergracht
- Houtkopersburgwal (comblé en 1968, rouvert en 1978)
- Markengracht (comblé en 1968)
- Houtgracht (comblé en 1874, actuel Waterlooplein)
- Leprozengracht (comblé en 1874, actuel Waterlooplein)

### Grachtengordel et Plantage
Dans les quartiers de Grachtengordel et Plantage :
- Herengracht et Nieuwe Herengracht
- Keizersgracht et Nieuwe Keizersgracht
- Prinsengracht et Nieuwe Prinsengracht
- Lijnbaansgracht
- Singelgracht
- Brouwersgracht
- Blauwburgwal
- Leliegracht
- Leidsegracht
- Spiegelgracht
- Vijzelgracht (comblé en 1934)
- Reguliersgracht
- Achtergracht et Nieuwe Achtergracht
- Onbekendegracht
- Plantage Muidergracht
- Schippersgracht
- Beulingsloot
- Warmoesgracht (comblé en 1894, actuelle Raadhuisstraat)

### Jordaan
Dans le quartier de Jordaan :
- Brouwersgracht
- Palmgracht (comblé en 1895)
- Lindengracht (comblé en 1895)
- Goudsbloemgracht (comblé en 1857, actuelle Willemsstraat)
- Anjeliersgracht (comblé en 1861, actuelle Westerstraat)
- Egelantiersgracht
- Bloemgracht
- Rozengracht (comblé en 1889)
- Elandsgracht (comblé en 1891)
- Lauriergracht
- Looiersgracht
- Passeerdersgracht

### Westelijke Eilanden
Dans le quartier de Westelijke Eilanden :
- Eilandsgracht
- Bickersgracht
- Prinseneilandsgracht
- Realengracht
- Zoutkeetsgracht

### Oostelijke Eilanden
Dans le quartier d'Oostelijke Eilanden :
- Entrepotdok (Nieuwe Rapenburgergracht)
- Entrepotdoksluis
- Nieuwe Vaart (Kattenburgergracht, Wittenburgergracht, Oostenburgergracht)
- Kattenburgervaart
- Wittenburgervaart
- Oostenburgervaart
- Dijksgracht

### Hors centre
En dehors du centre historique :
- Boerenwetering
- Amstelkanaal
- Le Mairegracht
- Van Noordtgracht
- Hugo de Grootgracht
- Da Costagracht
- Bilderdijkgracht
- Jacob van Lennepkanaal
- Stadiongracht
- Noorder Amstelkanaal
- Zuider Amstelkanaal
- Amstelkanaal
- De Rijpgracht
- Van Oldenbarneveldtgracht (comblé en 1905)
- Admiralengracht
- Erasmusgracht
- Postjeswetering
- Westlandgracht
- Burgemeester van Tienhovengracht
- Burgemeester Cramergracht
- Albardagracht
- Slotervaart
- Christoffel Plantijngracht
- Hoekenesgracht
- Osdorpergracht